# Prestonia macroneura
Prestonia macroneura är en oleanderväxtart som först beskrevs av Müll.Arg., och fick sitt nu gällande namn av Robert Everard Woodson. Prestonia macroneura ingår i släktet Prestonia och familjen oleanderväxter. Inga underarter finns listade i Catalogue of Life.